# معارض القطع الأثرية من مقبرة توت عنخ آمون

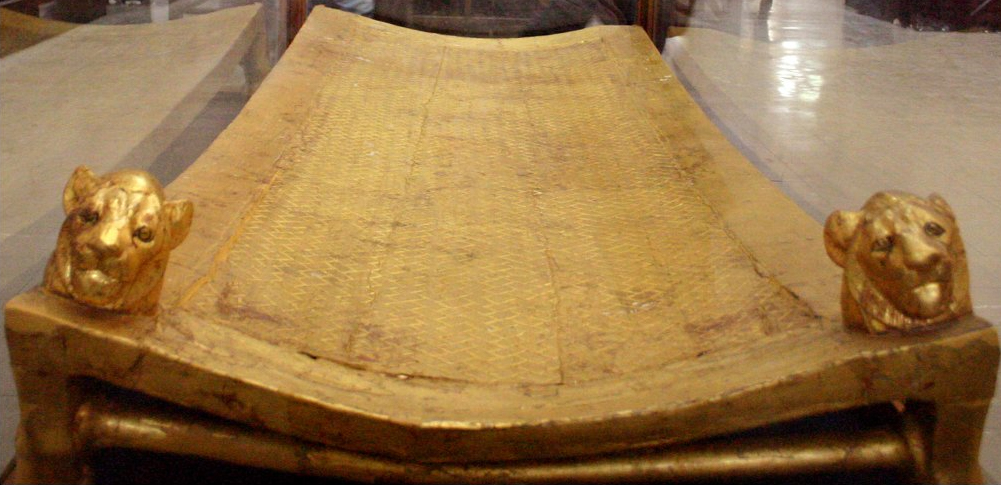
النعش المذهب من قاعدة تابوت توت عنخ آمون.

أقيمت معارض للقطع الأثرية من مقبرة توت عنخ آمون في متاحف في العديد من البلدان، ولا سيما بريطانيا، والاتحاد السوفيتي، والولايات المتحدة الأمريكية، وكندا، واليابان، وفرنسا، إلخ.

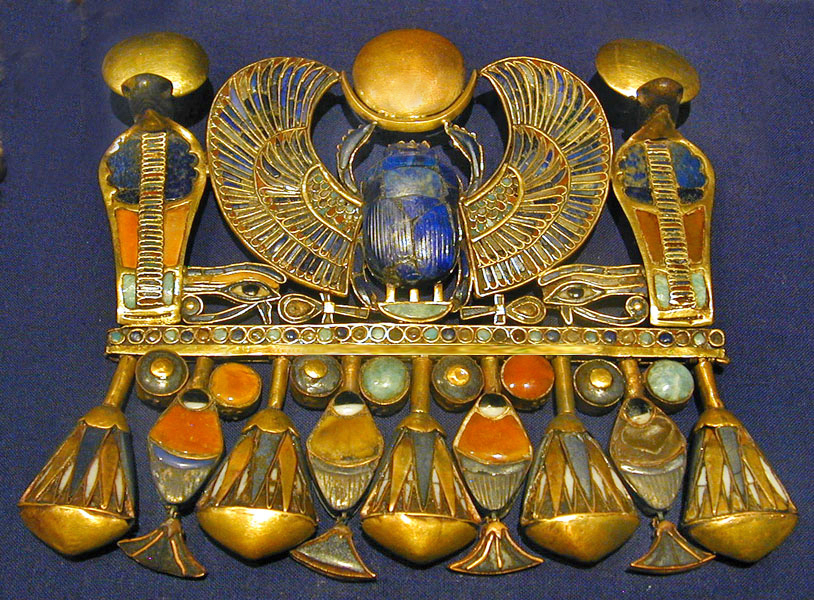
صدرية تابعة لتوت عنخ آمون.

أثارت القطع الأثرية اهتمامًا واسعًا بمصر القديمة عندما تم اكتشافها بين عامي 1922 و 1927، لكن معظمها ظل في المتحف المصري بالقاهرة حتى الستينيات، عندما عُرضت لأول مرة خارج مصر. بسبب هذه المعارض، تعد الآثار من مقبرة توت عنخ آمون من بين القطع الأثرية الأكثر زيارة في العالم. ربما كانت الجولة الأكثر شهرة هي كنوز توت عنخ آمون من عام 1972 حتى عام 1981.
وشملت المعارض الأخرى كنوز توت عنخ آمون في عامي 1961 و 1967، وتوت عنخ آمون: الآخرة الذهبية التي بدأت في عام 2004، وتوت عنخ آمون والعصر الذهبي للفراعنة ابتداء من عام 2005، وتوت عنخ آمون: الملك الذهبي والفراعنة العظام في عام 2008. وتشمل المعارض الدائمة توت عنخ آمون معرض في دورشيستر ببريطانيا يحتوي على نسخ طبق الأصل للعديد من القطع الأثرية.

## الملكية والعرض العادي

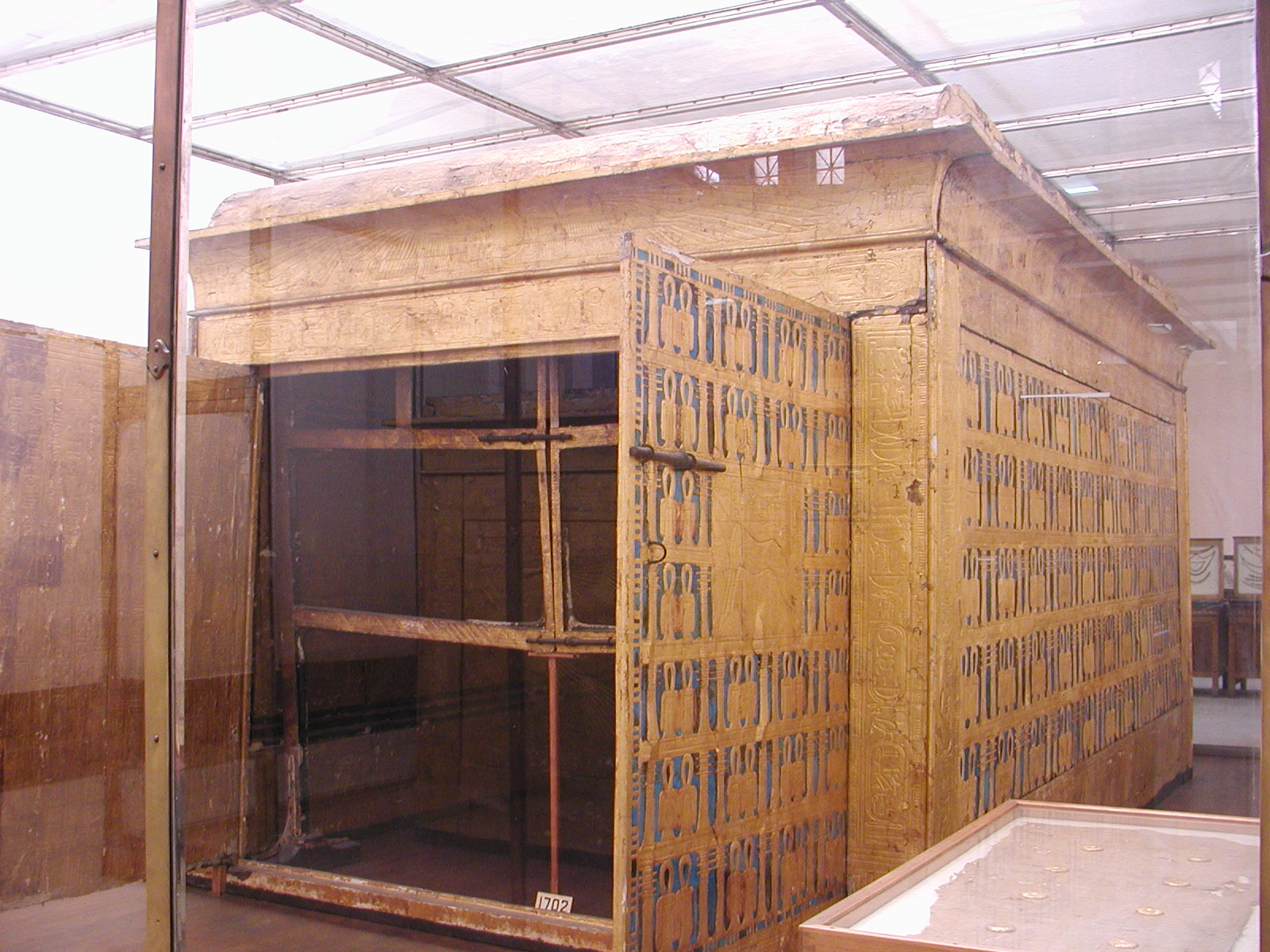
أحد المزارات الذهبية المعروضة الآن في المتحف المصري.

جميع القطع الأثرية المستخرجة من مقبرة توت عنخ آمون، وفقًا للاتفاقيات الدولية، تعتبر ملكًا للحكومة المصرية. وبالتالي، يتم الاحتفاظ بهذه القطع عادة في المتحف المصري بالقاهرة. الطريقة الوحيدة لعرضها دوليًا هي بموافقة السلطات المصرية. على الرغم من أن الصحفيين والمسؤولين الحكوميين يدعمون الجولات بشكل عام، إلا أن بعض المصريين يجادلون بأن القطع الأثرية يجب أن تظل معروضة في بلدهم، حيث يمكن لأطفال المدارس المصرية الوصول إليها بشكل أكبر، وحيث يجذب معرض المتحف السياح الأجانب. 

## كنز توت عنخ آمون (1961–1967)
أقيم أول معرض متنقل لعدد كبير من مشغولات توت عنخ آمون من عام 1961 إلى عام 1966، وكان المعرض، بعنوان كنوز توت عنخ آمون، يضم في البداية 34 قطعة أصغر مصنوعة من الذهب والمرمر والزجاج ومواد مماثلة. نظمت مؤسسة سميثسونيان أجزاء من المعرض الذي يقام في الولايات المتحدة الأمريكية ونظمها الدكتور فروليش ريني، مدير متحف الآثار والأنثروبولوجيا في جامعة بنسيلفانيا، بمساعدة الدكتور ثروت عكاشة، وزير الثقافة والوطنية. إرشاد الجمهورية العربية المتحدة. سافر المعرض إلى 18 مدينة في الولايات المتحدة وستة في كندا.
كان للمعرض هدف عام، وهو «تحفيز الاهتمام العام ببرنامج الإنقاذ الذي ترعاه اليونسكو للآثار النوبية المهددة بمشروع سد أسوان». افتتح المعرض في نوفمبر 1961 في معرض سميثسونيان الوطني للفنون، في واشنطن العاصمة.
تم عرض المعرض في ثماني عشرة مدينة في الولايات المتحدة الأمريكية، وفي ست مدن في كندا، بما في ذلك وينيبيغ في مانيتوبا التشريعي وفانكوفر ومونتريال وأوتاوا. وشملت المحطات الأخرى في الجولة ما يلي:

### متاحف أخرى تستضيف المعرض
- متحف جامعة بنسلفانيا للآثار والأنثروبولوجيا، فيلادلفيا، بنسلفانيا (15 ديسمبر 1961-14 يناير 1962)
- متحف بيبودي للتاريخ الطبيعي، نيو هافن، كونيتيكت (1-28 فبراير 1962)
- متحف الفنون الجميلة، هيوستن، تكساس (15 مارس 1962- 15 أبريل 1962)
- متحف جوسلين للفنون، أوماها، نبراسكا (1–31 مايو، 1962)
- المتحف الميداني للتاريخ الطبيعي، شيكاغو، إلينوي (15 يونيو - 15 يوليو، 1962)
- متحف سياتل للفنون، سياتل، واشنطن (1 أغسطس 1962 - 31 أغسطس، 1962)
- قصر جوقة الشرف في كاليفورنيا، سان فرانسيسكو، كاليفورنيا (15 سبتمبر 1962-14 أكتوبر 1962)
- متحف مقاطعة لوس أنجلوس للفنون، لوس أنجلوس، كاليفورنيا (30 أكتوبر 1962 - 30 نوفمبر 1962)
- متحف كليفلاند للفنون، كليفلاند، أوهايو (15 ديسمبر 1962-13 يناير 1963)
- متحف الفنون الجميلة، بوسطن، ماساتشوستس (1 - 28 فبراير، 1963)
- متحف سانت لويس للفنون، سانت لويس، ميزوري، (15 مارس - 14 أبريل، 1963)
- متحف والترز، بالتيمور، ماريلاند (1-31 مايو، 1963)
- معهد دايتون للفنون، دايتون، أوهايو (15 يونيو - 15 يوليو، 1963)
- متحف توليدو للفنون، توليدو، أوهايو (15 سبتمبر - 15 أكتوبر، 1963)
- متحف أونتاريو الملكي، تورنتو، أونتاريو (6 نوفمبر - 6 ديسمبر، 1964)

كان المعرض أيضًا جزءًا من المعرض العالمي لعام 1964 الذي أقيم في نيويورك، جناح الجمهورية العربية المتحدة (22 أبريل - 18 أكتوبر، 1964)

## اليابان (1965-1966)
من عام 1965 إلى عام 1966، تمت نسخة مكبرة من جولة 1961-1963 بأمريكا الشمالية في اليابان. وشهد المعرض الياباني ما يقرب من 3 ملايين زائر.
- متحف طوكيو الوطني، طوكيو، اليابان (21 أغسطس - أكتوبر 1965)
- كيوتو، اليابان (أكتوبر – نوفمبر 1965)
- المركز الثقافي لمحافظة فوكوكا، فوكوكا، اليابان (ديسمبر 1965 - يناير 1966)

## فرنسا (1967)
شهد المعرض الفرنسي حضور 1,240,975 (كان عنوانه توت عنخ آمون ووقته، وكان يحتوي على 45 قطعة معروضة)
بيتي باليه، باريس، فرنسا (17 فبراير - 4 سبتمبر 1967)

## كنوز توت عنخ آمون (1972-1981)
يعكس نشأة معرض كنوز توت عنخ آمون الديناميكية المتغيرة للعلاقات الشرق الأوسطية.

### بريطانيا
تم عرضه لأول مرة في لندن في المتحف البريطاني عام 1972. وبعد عام من المفاوضات بين مصر وبريطانيا، تم توقيع اتفاقية في يوليو عام 1971. تم اختيار 50 قطعة إجمالاً من قبل مديري المتحف البريطاني والمتحف المصري بالقاهرة. ليتم عرضها في المعرض، بما في ذلك 17 عرضًا لم يسبق له مثيل خارج مصر. لأغراض التأمين، تم تقييم العناصر بـ 9.06 مليون جنيه إسترليني. في يناير 1972، تم نقلهم إلى لندن في رحلتين مدنيتين وواحدة من قبل سلاح الجو الملكي، وكانوا يحملون، من بين أشياء أخرى، قناع الموت الذهبي لتوت عنخ آمون. افتتحت الملكة إليزابيث الثانية المعرض رسميًا في 29 مارس 1972. وقد زار أكثر من 30 ألف شخص في أسبوعه الأول. بحلول سبتمبر، كان 800000 قد حضروا المعرض، وتم تمديد مدته لمدة ثلاثة أشهر بسبب الشعبية. عندما تم إغلاقه في 31 ديسمبر 1972، مر 1.6 مليون زائر بأبواب المعرض. تم التبرع بجميع الأرباح (600000 جنيه إسترليني) لليونسكو للحفاظ على المعابد في فيلة، مصر.
كنوز توت عنخ آمون كان المعرض الأكثر شعبية في تاريخ المتحف. ويعتبر إنجازًا بارزًا في العلاقات بين مصر وبريطانيا. انتقل المعرض إلى دول أخرى، بما في ذلك الاتحاد السوفيتي والولايات المتحدة الأمريكية وكندا وألمانيا الغربية.

### الولايات المتحدة الأمريكية
أوقف المسؤولون الثقافيون المصريون في البداية احتمالات القيام بجولة أمريكية، حيث كانت مصر في ذلك الوقت أقرب إلى الاتحاد السوفيتي، حيث جالت خمسون قطعة فنية في عام 1973. ومع ذلك، تحسنت العلاقات في وقت لاحق من ذلك العام عندما تدخلت الولايات المتحدة في أعقاب حرب أكتوبر لرعاية وقف إطلاق النار وبالتالي معاهدة سلام بين مصر وإسرائيل. بعد ذلك، قام الرئيس الأمريكي ريتشارد نيكسون بزيارة مصر، ليصبح أول رئيس أمريكي يقوم بذلك منذ الحرب العالمية الثانية، وأقنع الرئيس المصري أنور السادات شخصيًا بالسماح للقطع الأثرية بجولة في الولايات المتحدة - حيث تضمنت الجولة الأمريكية مدينة واحدة أكثر من تلك الموجودة في الولايات المتحدة الأمريكية. تضمنت الجولة السوفيتية، وعدة قطع إضافية. كان العرض هو الأكبر من القطع الأثرية لتوت عنخ آمون، مع 53 قطعة.
نظم متحف المتروبوليتان للفنون المعرض الأمريكي الذي استمر من 17 نوفمبر 1976 حتى 30 سبتمبر 1979. حضره أكثر من ثمانية ملايين. صُمم معرض المتروبوليتان لإعادة خلق دراما اكتشاف عام 1922 للمقبرة المليئة بالكنوز للزوار. تم تضمين الأشياء الأصلية المستخرجة من المقبرة معاد طبعها من اللوحات الزجاجية السلبية في مجموعة المتروبوليتان من صور المصور الاستكشافي هاري بيرتون التي توثق اكتشافات الحفريات خطوة بخطوة. وصفت مؤسسة سميثسونيان المعرض بأنه أحد «المعروضات الرائجة» الأولية التي أثارت اهتمام مجتمع المتحف بمثل هذه المعارض.
بعد تسمية المواقع السياحية الستة في الولايات المتحدة، قصف مواطنو سان فرانسيسكو مكتب العمدة باستفسارات حول سبب عدم حضور الجولة هناك. نتيجة لذلك، سافر أمناء المتحف إلى مصر للقاء المتحف المصري في القاهرة، حيث توصلوا إلى اتفاق متبادل بشأن المحطة السابعة. نتج عن الأرباح بعد نفقات المعرض أكثر من 10 ملايين دولار ذهبت إلى المتحف المصري للتجديد.

### متاحف أخرى تستضيف المعرض
بعد أن غادر المعرض لندن في عام 1972، قام بجولة في الاتحاد السوفيتي من 1973 إلى 1975.
- متحف بوشكين، موسكو (ديسمبر 1973 - مايو 1974)
- متحف هيرميتاج، سانت بطرسبرغ (يوليو 1974 - نوفمبر 1974)
- متحف الفن الوطني الأوكراني، كييف (يناير 1975- مارس 1975)

خلال السنوات 1976 إلى 1979 تم عرض المعرض في الولايات المتحدة الأمريكية. أثناء تواجده في الأماكن التالية، جذب المعرض أكثر من ثمانية ملايين زائر:
- المتحف الوطني للفنون، واشنطن العاصمة (17 نوفمبر 1976 - 15 مارس 1977) - 836000 زائر في أكثر من 117 يومًا
- المتحف الميداني للتاريخ الطبيعي، شيكاغو، إلينوي (14 أبريل - 15 أغسطس، 1977)
- متحف نيو أورلينز للفنون (15 سبتمبر 1977-15 يناير 1978)
- متحف مقاطعة لوس أنجلوس للفنون (15 فبراير - 15 يونيو 1978)
- متحف سياتل للفنون (15 يوليو - 15 نوفمبر 1978)
- متحف المتروبوليتان للفنون، مدينة نيويورك (15 ديسمبر 1978-15 أبريل 1979)
- متحف دي يونغ، سان فرانسيسكو، كاليفورنيا (11 يونيو - 30 سبتمبر 1979)

بعد مغادرة المعرض للولايات المتحدة الأمريكية، ذهب إلى:
- معرض الفن في أونتاريو، تورنتو، أونتاريو، كندا (1 نوفمبر - 31 ديسمبر 1979)
- متحف برلين المصري، برلين، ألمانيا الغربية (16 فبراير - 26 مايو، 1980)
- متحف مدينة كولونيا، كولونيا، ألمانيا الغربية (21 يونيو - 19 أكتوبر 1980)
- بيت الفن، ميونيخ، ألمانيا الغربية (22 نوفمبر - 1 فبراير، 1981)
- متحف كيستنر، هانوفر، ألمانيا الغربية (20 فبراير - 26 أبريل، 1981)
- متحف متحف الفنون والحرف هامبورغ، هامبورغ، ألمانيا الغربية (15 مايو - 19 يوليو، 1981)

## توت عنخ آمون والعصر الذهبي للفراعنة (2004-2011)
كان عنوان هذا المعرض في الأصل توت عنخ آمون: الآخرة الذهبية، ويتكون من خمسين قطعة أثرية من مقبرة توت عنخ آمون بالإضافة إلى سبعين قطعة أثرية من مقابر الأسرة الثامنة عشرة الأخرى. بدأت جولة المعرض في عام 2004 في بازل، سويسرا وتوجهت إلى بون، ألمانيا في المحطة الثانية. تم تنظيم الجولة الأوروبية من قبل قاعة الفن والمعارض بجمهورية ألمانيا الاتحادية، والمجلس الأعلى للآثار، والمتحف المصري بالتعاون مع متحف بازل للآثار ومجموعة لودفيج. قامت شركة دويتشه تيليكوم برعاية معرض بون.
يتكون توت عنخ آمون والعصر الذهبي للفراعنة من نفس العناصر من جولة ألمانيا وسويسرا ولكن في معرض مختلف قليلاً. من بين 50 قطعة أثرية من مقبرة توت عنخ آمون، تم إعادة أقل من عشرة من معرض السبعينيات. بدأ هذا المعرض في عام 2005، بإدارة المجلس الأعلى للآثار في مصر، بالاشتراك مع الفنون والمعارض الدولية ومنظمة ناشيونال جيوغرافيك.

### نظرة عامة على المعرض
استقطبت المحطة الأمريكية الأولى من معرض توت عنخ آمون والعصر الذهبي للفراعنة ما يقدر بثلاثة ملايين زائر، وتم عرضها في الأماكن التالية:
- متحف مقاطعة لوس أنجلوس للفنون - من 16 يونيو إلى 15 نوفمبر 2005
- متحف الفنون في فورت لودرديل - من 15 ديسمبر 2005 إلى 23 أبريل 2006
- المتحف الميداني للتاريخ الطبيعي - 26 مايو 2006 إلى 1 يناير 2007
- معهد فرانكلين - من 3 فبراير إلى 30 سبتمبر 2007
- من 15 نوفمبر 2007 إلى 31 أغسطس 2008، تم عرض المعرض في The O2، لندن. ثم بقي لمدة ثمانية أشهر في دالاس، تكساس، في متحف دالاس للفنون (أكتوبر 2008 - مايو 2009)، ولمدة تسعة أشهر في متحف دي يونغ في سان فرانسيسكو من 27 يونيو 2009 إلى 28 مارس 2010. من أبريل من 23، 2010، إلى 11 يناير 2011، تم عرض المعرض في معرض ديسكفري تايمز سكوير في مدينة نيويورك.

في عام 2011، زار المعرض أستراليا للمرة الأولى، وافتتح في متحف ملبورن في أبريل لمحطته الأسترالية الوحيدة حيث حقق أعلى أرقام شباك التذاكر في تاريخ البلاد قبل عودة كنوز مصر إلى القاهرة في ديسمبر 2011.

### القطع الأثرية المعروضة
يعرض توت عنخ آمون والعصر الذهبي للفراعنة عناصر حقيقية تم التنقيب عنها من مقابر الملوك المصريين القدماء. من بين 130 قطعة أثرية أصلية تم عرضها، تم العثور على 50 قطعة خاصة خلال أعمال التنقيب في مقبرة توت عنخ آمون. يتضمن المعرض 80 معروضًا من فترات حكم أسلاف توت عنخ آمون المباشرين في الأسرة الثامنة عشرة، مثل حتشبسوت، التي زادت سياساتها التجارية بشكل كبير من ثروة تلك الأسرة وسمحت بالثروة الفخمة من القطع الأثرية لدفن توت عنخ آمون. تم أخذ عناصر أخرى من مقابر ملكية أخرى للأسرة الثامنة عشرة (يعود تاريخها إلى 1555 قبل الميلاد إلى 1305 قبل الميلاد) تمتد من الملوك المصريين أمنحتب الثاني وأمنحتب الثالث وتحتمس الرابع، من بين آخرين. كما تم تضمين عناصر من مقبرة يويا وتجويو السليمة إلى حد كبير (أجداد أجداد الملك توت؛ والدا تيي التي كانت الزوجة الملكية العظيمة للملك المصري أمنحتب الثالث). كانت مقبرة يويا وتويو واحدة من أكثر الاكتشافات التاريخية شهرة في وادي الملوك حتى اكتشاف هوارد كارتر في عام 1922. لا يشمل هذا المعرض قناع الموت الذهبي الذي كان معروضًا مشهورًا من معرض كنوز توت عنخ آمون، أو المومياء بحد ذاتها. قررت الحكومة المصرية أن هذه القطع الأثرية أضعف من أن تتحمل السفر، وبالتالي ستبقى في مصر بشكل دائم. مومياء توت عنخ آمون هي المومياء الوحيدة المعروفة في وادي الملوك التي ما زالت ترقد في مقبرتها الأصلية مقبرة 62.

### تاريخ
كان من المتوقع أن يجتذب توت عنخ آمون والعصر الذهبي للفراعنة أكثر من ثلاثة ملايين شخص. بدأ المعرض في لوس أنجلوس، كاليفورنيا، ثم انتقل إلى فورت لودرديل وفلوريدا وشيكاغو وفيلادلفيا. ثم انتقل المعرض إلى لندن قبل أن يعود أخيرًا إلى مصر في أغسطس 2008. أدت الأحداث اللاحقة إلى عودة المعرض في الولايات المتحدة، بدءًا من متحف دالاس للفنون في أكتوبر 2008 الذي استضاف المعرض حتى مايو 2009. استمرت الجولة في مدن أمريكية أخرى. بعد دالاس انتقل المعرض إلى متحف دي يونغ في سان فرانسيسكو، ليتبعه معرض ديسكفري تايمز سكوير في مدينة نيويورك.

## توت عنخ آمون: الملك الذهبي والفراعنة العظام (2008-2013)
هذا المعرض، الذي يضم قطعًا أثرية مختلفة تمامًا عن تلك الموجودة في توت عنخ آمون والعصر الذهبي للفراعنة، أقيم لأول مرة في المتحف الإثنولوجي في فيينا من 9 مارس إلى 28 سبتمبر 2008 تحت عنوان توت عنخ آمون وعالم الفراعنة. تضمنت 140 كنزًا آخر من وادي الملوك بما في ذلك أشياء من قبر الملك توت. واصل المعرض مساره التالي:
- مركز أتلانتا المدني (من 15 نوفمبر 2008 إلى 22 مايو 2009)، أتلانتا، جورجيا
- متحف إنديانابوليس للأطفال (من 25 يونيو إلى 25 أكتوبر 2009)، إنديانابوليس، إنديانا
- معرض الفنون في أونتاريو (من 20 نوفمبر 2009 إلى 2 مايو 2010)، تورنتو، أونتاريو، كندا
- متحف دنفر للفنون (1 يوليو 2010 إلى 2 يناير 2011)، دنفر، كولورادو
- متحف مينيسوتا للعلوم (18 فبراير - 5 سبتمبر 2011)، سانت بول، مينيسوتا
- متحف الفنون الجميلة (13 أكتوبر 2011 إلى 15 أبريل 2012)، هيوستن، تكساس
- مركز المحيط الهادئ للعلوم (24 مايو 2012 إلى 6 يناير 2013)، سياتل، واشنطن.

## كنوز الفرعون الذهبي (2018-2021)
هذا المعرض من معارض أي ام جي يضم أكثر من 150 قطعة مقبرة أصلية، مع ظهور العديد منها خارج مصر للمرة الأولى والأخيرة. يمتد من مارس 2018 إلى مايو 2020 ويقوم بجولة في أمريكا وفرنسا وإنجلترا. يتم إنشاء معرض دائم جديد للكنوز في المتحف المصري الكبير في القاهرة، وهذه هي المرة الأخيرة التي يتم فيها عرض محتويات المقبرة خارج مصر.
- مركز كاليفورنيا للعلوم (من 24 مارس 2018 إلى 6 يناير 2019)، لوس أنجلوس، كاليفورنيا
- قاعة لا فيليت الكبرى (23 آذار (مارس) 2019 إلى 15 أيلول (سبتمبر) 2019)، باريس، فرنسا
- معرض ساتشي (مخطط له من 2 نوفمبر 2019 إلى 3 مايو 2020، تم إغلاقه مبكرًا في 20 مارس 2020)، لندن، إنجلترا
- القلعة في بارك بلازا (مخكط لها من 13 يونيو 2020 إلى 3 يناير 2021، مؤجلة إلى أجل غير مسمى)، بوسطن، ماساتشوستس٠
- المتحف الأسترالي (المخطط لعام 2021، تم إلغاؤه بسبب جائحة فيروس كورونا)، سيدني، أستراليا

بسبب جائحة كوفيد -19، تم إغلاق المعرض في لندن في وقت مبكر من يوم 20 مارس 2020، وأعيدت القطع الأثرية إلى مصر في 28 أغسطس من ذلك العام بدلاً من الاستمرار في بوسطن وسيدني. تم عرض مجموعة مختارة من القطع الأثرية من المعرض مؤقتًا في متاحف في الغردقة وشرم الشيخ بانتظار افتتاح المتحف المصري الكبير.

## معارض النسخ المقلدة
تم إنشاء العديد من المعارض التي تتميز بنسخ طبق الأصل من قطع أثرية توت عنخ آمون، بدلاً من القطع الأثرية الحقيقية من المواقع الأثرية. توفر هذه إمكانية الوصول إلى قطع ذات مظهر مشابه للمشاهدين الذين يعيشون في أماكن لم يتم فيها تداول القطع الأثرية الحقيقية. تم بناء أول معرض طبق الأصل، وهو نسخة من مقبرة توت عنخ آمون بأكملها، بعد سنوات قليلة فقط من اكتشاف المقبرة. كانت هذه النسخة المقلدة مؤقتة، نظمها آرثر ويغال لمعرض الإمبراطورية البريطانية في ويمبلي، في عام 1924. توجد معارض نسخ متماثلة حديثة في دورشيستر، دورست، إنجلترا، لاس فيجاس، نيفادا، الولايات المتحدة الأمريكية، وحتى في القاهرة، مصر (حيث يهدف المعرض المقلد إلى تقليل حركة المرور الهائلة إلى المواقع الحقيقية). تم عرض معرض متنقل للنسخ المقلدة بعنوان توت عنخ آمون: قبره وكنوزه، ويضم عدة مئات من القطع، في زيورخ وبرنو وميونيخ وبرشلونة.

### - معرض توت عنخ آمون، دورشيستر
معرض توت عنخ آمون في دورشيستر، دورست، إنجلترا، هو معرض دائم أقامه مايكل ريدلي في عام 1986 لإعادة إنشاء مقبرة الملك المصري القديم توت عنخ آمون. لا يعرض المعرض أيًا من كنوز توت عنخ آمون الفعلية، ولكن تم إعادة إنشاء جميع القطع الأثرية لتكون طبقًا دقيقًا للعناصر الفعلية. تم استخدام المواد الأصلية حيثما أمكن ذلك، بما في ذلك الذهب. تدور القصة حول عالم الآثار الإنجليزي الشهير هوارد كارتر. المعرض يكشف التاريخ من وجهة نظر كارتر عندما دخل المقبرة في وادي الملوك في نوفمبر 1922.

#### أقسام المعرض
- يعرض قسم دخول المعرض معلومات عامة عن حياة توت عنخ آمون ووفاته.
- مومياء توت عنخ آمون. يتم عرض نموذج بالحجم الطبيعي للمومياء. يدعي العارضون أن الأمر استغرق أكثر من عامين لإعادة إنشاء المومياء. ساعدت صور الأشعة السينية المأخوذة من المومياء الحقيقية في عمل نسخة طبق الأصل.
- تحتوي غرفة الانتظار على نسخ طبق الأصل من الأثاث والأغراض الشخصية لتوت عنخ آمون التي دفن بها.
- تعرض حجرة الدفن نسخ طبق الأصل من تابوت توت عنخ آمون.
- تعرض قاعة الكنز تماثيل ومجوهرات تم العثور عليها داخل مقبرة توت عنخ آمون. تمثال جالس لأنوبيس والعرش الذهبي وقناع الموت الذهبي وتمثال آلهة الوصي سرقت معروضة من بين أشياء أخرى.

### اكتشاف معرض توت عنخ آمون بمتحف أشموليان بأكسفورد
كان معرض اكتشاف توت عنخ آمون في متحف أشموليان في أكسفورد، إنجلترا، معرضًا مؤقتًا، افتتح من يوليو حتى نوفمبر 2014، لاستكشاف أعمال التنقيب التي قام بها هوارد كارتر في مقبرة توت عنخ آمون في عام 1922. تُعرض السجلات والرسومات والصور الأصلية من معهد جريفيث. تم إيداع السجلات الكاملة للحفريات العشر سنوات لمقبرة توت عنخ آمون في أرشيف معهد جريفيث بجامعة أكسفورد بعد وقت قصير من وفاة كارتر. تم عرض نسخة طبق الأصل من قناع الموت مع نسخ متماثلة لعناصر أخرى من القبر.